# Taungdwingyi
Taungdwingyi (in birmano တောင်တွင်းကြီး, pron. [tàʊɰ̃dwɪ́ɰ̃dʑí]) è una città della regione di Magway, in Birmania.

## Geografia fisica

### Clima
Taungdwingyi ha un clima umido, classificato come monsonico tropicale (con una breve stagione secca e piogge monsoniche nel resto dell'anno).
Il mese più caldo è aprile, con una temperatura media di 39° C a mezzogiorno, mentre gennaio, pur essendo in media il mese con più ore di sole, è il più freddo, con una media notturna di 14° C. Durante il corso dell'anno le temperature calano bruscamente nelle ore notturne. La stagione delle piogge ha il suo picco nel mese di agosto, mentre la stagione secca è principalmente concentrata attorno al mese di marzo.

## Storia
La zona di Taungdwingyi è una delle aree abitate più antiche della nazione. È qui che l'antica città Pyu di Beikthano, riconosciuta come patrimonio dell'umanità dall'UNESCO nel 2014, è stata fondata intorno al 200 a.C. Altri cenni sulla città risalgono al 1278, quando Thihapate, un membro della dinastia Pagan, ristabilì un insediamento, fondando Taungdwingyi. 
Nel 1480 Minkhaung II, sovrano del regno di Ava, vi inviò come amministratore Zeya Kyawhtin, ed è durante questo periodo che la città fiorì, dando i natali a numerosi scrittori e poeti, tra cui il monaco Theravada Shin Mahasilavamsa.

## Monumenti e luoghi d'interesse
A Taungdwingyi sorge un importante museo culturale, inaugurato nel dicembre 1996 e che espone materiali risalenti al periodo Pyu, recuperati dagli scavi della antica città di Beikthano. La collezione comprende pipe di terracotta, monete Pyu, oggetti in vetro, immagini del Buddha e reperti funerari.

## Geografia antropica
La città è suddivisa in dieci quartieri:
- Ohndaw 1
- Ohndaw 2
- Taungbyin 1
- Taungbyin 2
- Shwe-oh 1
- Shwe-oh 2
- Maungdaing 1
- Maungdaing 2
- Shwe Kya-in 1
- Shwe Kya-in 2

Nel centro della città sono presenti il mercato centrale Myoma Zay e il Parco dell'Indipendenza. Nella zona est è presente Il lago Kandawgyi, circondato da numerosi monasteri buddisti antichi. La pagoda Zeya MIngala Shweindaung è il luogo religioso più importante del comune. Nella parte occidentale è situata la pagoda Aung Myin Zeya Rakhine, la più grande della zona. Un tempo era in stato di degrado, ma è stata restaurata nel 2013.

## Economia
La maggioranza delle attività della zona si basano sull'agricoltura e sul commercio di prodotti agricoli. Tra le colture principali sono presenti cipolle, riso, fagioli, cereali e canne da zucchero. Uno dei principali prodotti della città è l'olio d'arachidi.

## Infrastrutture e trasporti
Taungdwingyi è collegata tramite strade principali e ferrovie a Magway (68 km verso ovest), Pyay (162 km verso sud) e la capitale Naypyidaw (68 km verso est). È attraversata inoltre da strade secondarie verso Mandalay, distante 227 km, e Yangon, a 365 km. L'aeroporto più vicino è l'aeroporto di Magway.